# Paul Lockenvitz

Paul Lockenvitz

Paul Lockenvitz (* 21. November 1876 in Altenkirchen (Rügen); † 17. November 1961 in Berlin-Wilmersdorf) war ein deutscher Politiker (DDP).

## Leben und Wirken
Nach dem Besuch der Volksschule wurde Lockenvitz am Lehrerseminar zum Volksschullehrer ausgebildet. Am 1. Januar 1917 schied er aus dem Schuldienst aus, um für kurze Zeit als Gemeindebeamter zu arbeiten. Um 1918 übernahm er die Leitung der städtischen Berufsberatung für Jugendliche in Stettin.
Von Januar 1919 bis Juni 1920 saß Lockenvitz als Abgeordneter der Deutschen Demokratischen Partei (DDP) für den Wahlkreis 7 (Provinz Pommern) in der Weimarer Nationalversammlung.
Ferner war Lockenvitz Vorsitzender des Stettiner Lehrervereins und des allgemeinen Beamtenverbandes der Stadt Stettin.

## Schriften
- Der soziale Niedergang der deutschen Beamtenschaft, Berlin 1921. (mit Wilhelm F. Schröder)
- Die Verhandlungen über die Ortsklasseneinteilung nebst vollständigem Ortsklassenverzeichnis, Berlin 1921. (mit Ernst Remmers)